# Chicken Invaders
Chicken Invaders – seria komputerowych gier zręcznościowych stworzona i wydana przez firmę InterAction Studios. Pierwszą część wydano w 1999 roku, najnowszą, z podtytułem Universe, wydano 15 grudnia 2018.
Motywem przewodnim gier jest walka pomiędzy pojedynczym, bojowym statkiem kosmicznym a zaawansowaną technologicznie rasą kosmicznych kurczaków, które planują podporządkować, a później zniszczyć Ziemię. Gra stylizowana na Space Invaders łączy elementy strzelanek z perspektywy top-down z motywem walki przeciwko falom przeciwników. 

## Opis serii

### Chicken Invaders
Gra komputerowa, w której Ziemia zostaje zaatakowana przez tytułowych najeźdźców. Gracz wciela się w pilota pojazdu kosmicznego, którego zadaniem jest walka z opierzonymi najeźdźcami oraz niszczenie asteroid. Do dyspozycji ma miotacz jonów oraz rakiety. Na ostatniej (dziesiątej) planszy gracze stają do walki z kurą-matką, jednak tuż po pokonaniu bossa gracz wpada w pętlę czasoprzestrzenną, zmuszającą do rozpoczęcia misji od nowa. Gra trwa do momentu śmierci bohatera.
Rozgrywka w Chicken Invaders czerpie inspirację z klasycznej gry Space Invaders. Gracz posiada trzy życia, które traci w przypadku zetknięcia z przeciwnikiem lub trafienia jajkiem zrzuconym przez kurczaka. Aby przejść poziom, należy pokonać wszystkie kurczaki. Za zabicie przeciwników gracz może zbierać udka, a po uzbieraniu 50 sztuk otrzymuje rakietę i prezenty zwiększające moc broni. Co dziesiąty poziom ma zwiększoną liczbę przeciwników.
Chicken Invaders jest jedyną grą w serii, która nie zawierała „edycji świątecznych” – trendu, który stał się podstawą kolejnych części serii. Jest to jedyna gra w serii, która była dostępna wyłącznie na platformę Microsoft Windows.

### Chicken Invaders 3: Revenge Of The Yolk
Trzecią część wydano w 2006 roku. W stosunku do poprzednich zmieniono oprawę graficzną i muzyczną. Bohater zostaje wrzucony do czarnej dziury przez przeciwnika – Żółtko-gwiazdę. Wyrzuca go ona daleko od Układu Słonecznego, aż na Wielką Niewiadomą.
Pojawiły się osiągnięcia przyznawane graczowi za zasługi (np. przejście gry bez utraty życia czy pokonanie dużej liczby przeciwników w krótkim przedziale czasowym). Pojawiła się możliwość kontynuacji gry od miejsca, w którym została przerwana.
Rozgrywka została urozmaicona o pasek temperatury broni – przy ciągłym ostrzale może dojść do przegrzania, które zablokuje broń na określony czas.

### Chicken Invaders 4: Ultimate Omelette
Chicken Invaders 4: Ultimate Omelette – czwarta część wydana w listopadzie 2010 roku. Tym razem gracz spotyka Hen Solo, który informuje o zagrożeniu jego galaktyki. Podążając za nim, bohater przypadkowo natrafia na Jajo-armatę, testowaną przed użyciem do podboju Ziemi. Rozpoczyna się pościg za przeciwnikiem, akcja gry trwa w różnych galaktykach. Arsenał kurzych najeźdźców zostaje wzbogacony o pisklęta, kury w kaftanach bezpieczeństwa oraz bariery. 
Chicken Invaders 4 wprowadza system kluczy, które umożliwiają odblokowanie elementów wzbogacających mechanikę gry. Jasna poświata za przeciwnikiem sygnalizuje możliwość zdobycia klucza po jego pokonaniu. Prawdopodobieństwo pojawienia się poświaty rośnie w miarę postępu gry.
Arsenał gracza został rozszerzony o satelity, które można zdobyć. Satelity, podzielone na cztery rodzaje, mają ograniczoną amunicję i żywotność. Można je zdobywać, niszcząc niektórych bossów lub znajdując sejfy w przestrzeni kosmicznej.

### Chicken Invaders 5: Cluck of the Dark Side
Wydana w listopadzie 2014 roku. Bohater stara się uratować Ziemię przed zamarznięciem, po tym jak Słońce zostało zakryte przez wielkie, czarne, kurze pióra. Aby ocalić planetę, wyrusza na poszukiwanie części urządzenia, które mogą uratować jego dom przed zagładą, a są rozrzucone po Drodze Mlecznej, .
W grze wprowadzono możliwość modyfikacji statku bohatera. Dodano też oddzielne sekcje osiągnięć dla każdego poziomu trudności. Gracz zyskał możliwość wyboru etapu, od którego chce rozpocząć rozgrywkę, co zwiększa elastyczność gry.

### Chicken Invaders Universe
Spinoff serii Chicken Invaders, ukazał się w grudniu 2018 roku, w ramach etapu Early Access. Oficjalna premiera gry miała miejsce 15 grudnia 2022 roku[1]. Gra dzieje się w przestrzeni kosmicznej, a gracz, jako uczeń Akademii Bohaterów, ma powstrzymać siły Kukuryperium przed podbojem galaktyki, w tym ludzkości.
W trakcie gracz napotyka różne planety, na których ma misje do wykonania. Przed rozpoczęciem każdej, gracz może dostosować różne elementów, jak poziom umiejętności, wybór specjalnych broni czy liczba żyć.
Personalizacja statku gracza została rozbudowana. Gracz może wybrać jeden z czterech rodzajów statków (każdy posiadający trzy modele) i wyposażyć go w dodatkowe elementy, jak broń, radiator, reaktor oraz silnik. Istnieje też możliwość wzbogacenia pojazdu o satelity, wspomagacze i akcesoria wizualne.
Gra oparta na serwerach została uzupełniona o elementy MMO, takie jak skrzynka odbiorcza, kontakty, szwadrony oraz inne funkcje społecznościowe, co pozwala na zintegrowaną rozgrywkę online.